# Valle delle statue
La Valle delle Statue è una vallata situata nella regione delle Ande Colombiane, dove sono state trovate oltre 500 statue di origine sconosciuta. La città più vicina è San Agustín, nel dipartimento di Huila. Il Parco Naturale Puracé, sugli argini del fiume Magdalena, ospita molte statue scoperte, e molte altre ancora sepolte. Il sito è aperto alle visite turistiche.

## Scoperta
Le statue vennero scoperte nella metà del diciottesimo secolo da un monaco spagnolo, Frate Juan de Santa Gertrudis.

## Età e origine
Alcuni archeologi stimano che le statue siano state fatte intorno al sesto secolo a.C., mentre altri credono che fossero state intagliate poco prima della conquista spagnola.
L'origine dell'etnia che ha costruito le statue rimane sconosciuta, in quanto la maggior parte del sito non è stato riportato alla luce completamente. Alcune statue rappresentano animali come gorilla e elefanti, mentre altre rappresentano figure umane con copricapi simili a turbanti. Le statue sono diverse in altezza, e la più alta misura 23 metri. Si pensa che possano aver avuto funzioni funerarie.